# 하워드 스콧

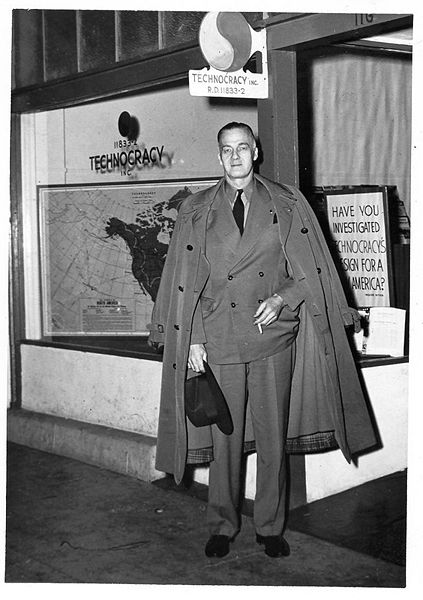

하워드 스콧(영어: Howard Scott: 1890년 4월 1일 - 1970년 1월 1일)은 미국의 공학자이며, 기술관료제 운동의 주창자다. 테크니컬 얼라이언스와 테크노크라시 Inc.를 설립했다.